# Макриди, Уильям Чарлз
Уильям Чарлз Макри́ди (William Charles Macready) (3 марта 1793, Лондон — 27 апреля 1873, Челтнем) — английский писатель и актёр, талантливый исполнитель классических и бытовых ролей, с большим успехом игравший в Лондоне, Париже, США.
В шекспировских пьесах ему лучше удавались роли, требовавшие тонкой отделки, чем типы героические. По мнению Льюиса, он был неподражаем в ролях Яго, Ричарда II, Шейлока и т. п.; никто не передавал с таким совершенством старческую раздражительность Лира. В нежных сценах, равно как и в сценах, возбуждающих сострадание у зрителей, он не имел соперников.
В 1851 г. он в последний раз выступил перед публикой в роли Макбета.
После его смерти вышли его интересные мемуары «Reminiscences, and Selections from his Diaries and Letters» (Избранное из дневников и писем) (Лондон, 1875).

## Личная жизнь
В 1823 году женился на Кэтрин Фрэнсис Эткинс, умершей в 1852 году. У них родились дочь, поэтесса Кэтрин Фрэнсис Би Макриди, и сын. В 1860 году женился на Сесил Луизе Фредерике Спенсер (1827—1908). В браке родился сын Невил, ставший впоследствии генералом и получивший титул баронета.